# Vidimirești
Vidimirești – wieś w Rumunii, w okręgu Mehedinți, w gminie Bala. W 2011 roku liczyła 174 mieszkańców.